# دریاچه اوترادنویه
دریاچه اوترادنویه (انگلیسی: Lake Otradnoye) یک دریاچه در استان لنینگراد کشور روسیه است.